# Alto Paraíso de Goiás
Alto Paraíso de Goiás è un comune del Brasile nello Stato del Goiás, parte della mesoregione del Norte Goiano e della microregione di Chapada dos Veadeiros.

## Cultura

### Istruzione
Ad Alto Paraíso de Goiás ha sede Bona Espero, una fattoria-scuola riconosciuta dal governo del Brasile, dove la lingua ufficiale è l'esperanto.